# Philipp Lessel
Philipp Lessel (* 25. Juli 1812 in Lindau (Bodensee); † 26. September 1876 in Helfenberg) war ein bayerischer Oberst und Militärbevollmächtigter.

## Leben
Lessel war der Sohn eines bayerischen Hauptmanns. Nach dem Besuch des Münchner Kadettenkorps war er zunächst Kondukteur im Ingenieurkorps und trat kurz darauf Mitte August 1831 der 3. Genie-Direktion der Bayerischen Armee bei. Von Ende September 1831 bis Mitte Januar 1833 war er nach Frankfurt am Main beurlaubt, wurde einen Monat später zur 2. Genie-Direktion versetzt und avancierte Ende Oktober 1833 zum Unterleutnant. Lessel war vom 14. November 1833 bis zum 31. Januar 1840 bei der 2. Sappeur-Kompagnie tätig. Daran schloss sich seine Versetzung zum Ingenieurkorps an. Er wurde bei der Festungsbaudirektion Germersheim verwendet, bevor er ein Jahr später zu den Sappeuren rückversetzt, aber weiterhin beim Festungsbau in Germersheim tätig war. Mitte Oktober 1844 stieg Lessel zum Oberleutnant auf. Am 18. Juni 1845 erfolgte seine Versetzung zur Festungsbaudirektion nach Ingolstadt und von Anfang November 1845 bis Ende Dezember 1846 war er zum Kriegsministerium in München kommandiert. Anschließend zur Festungsbaudirektion nach Ulm versetzt, stieg Lessel am 8. November 1849 zum Hauptmann I. Klasse auf und wurde von Februar bis November 1850 wiederholt zum Kriegsministerium kommandiert. Während der Mobilmachung anlässlich der Herbstkrise 1850 befand er sich beim Stab der 2. Infanterie-Division und war anschließend ein weiteres Mal zum Kriegsministerium kommandiert.
Am 18. September 1851 beorderte man Lessel zur Geschäftsaushilfe beim bayerischen Militärbevollmächtigten in Frankfurt am Main. Unter Belassung in diesem Kommando wurde er am 1. Januar 1857 zur 4. Genie-Direktion in Würzburg versetzt. Er erhielt am 22. Juni 1857 den Charakter als Major und wurde Ende Dezember 1858 mit dem Ritterkreuz I. Klasse des Ordens vom Zähringer Löwen ausgezeichnet. Unter Verleihung eines Patents zu seinem Dienstgrad und weiterer Belassung in seinem Kommando wurde Lessel am 31. Dezember 1858 in den Generalquartiermeisterstab versetzt. Er erhielt Mitte Juli 1859 das Komturkreuz II. Klasse des Verdienstordens Philipps des Großmütigen, avancierte Ende August 1862 zum Oberstleutnant und wurde schließlich am 1. Mai 1863 zum Bevollmächtigten bei der Militärkommission der deutschen Bundesversammlung in Frankfurt am Main ernannt. In dieser Eigenschaft ernannte ihn König Ludwig II. am 2. Februar 1866 zum Ritter I. Klasse des Verdienstordens vom Heiligen Michael. Einen Monat später erhielt Lessel die Erlaubnis zur Annahme des Kommandeurkreuzes des Ordens der Eichenkrone und rückte zum Oberst auf.
Während des folgenden Krieges gegen Preußen telegrafierte Lessel am 21. Juni 1866 dem Oberkommandierenden der Bayerischen Armee Karl von Bayern, dass die Hannoversche Armee bei Eschwege „fürchtete, von drei Seiten bedrängt zu werden“. Daraufhin entschloss sich der Prinz, mit dem VIII. Armee-Korps nach Fulda vorzugehen, um die Hannoversche Armee aufzunehmen.
Am 8. April 1868 wurde Lessel zunächst auf ein Jahr, ab Ende Mai 1869 auf zwei Jahre pensioniert und ab Mai 1871 ohne Zeitbestimmung vorbehaltlich der Wiederverwendung im Ruhestand belassen. Mit Pension wurde er am 24. Oktober 1873 schließlich verabschiedet.
Lessel hatte zwei Kinder, darunter die Tochter Apollonia Rosa (1840–1916), die mit Woldemar von Rabenhorst (1844–1887), Sohn des sächsischen Kriegsministers Bernhard von Rabenhorst, verheiratet war. Sie wurde 1872 mit dem Olga-Orden und dem Verdienstkreuz für Frauen und Jungfrauen ausgezeichnet.